# Maison de poupée (Losey)
Pour les articles homonymes, voir Maison de poupée (homonymie).
Pour plus de détails, voir Fiche technique et Distribution.
Maison de poupée (A Doll's House) est un film franco-britannique, réalisé par Joseph Losey, sorti en 1973.
Il s'agit d'une adaptation de la pièce Une maison de poupée (Et dukkehjem) de Henrik Ibsen créée en 1879.

## Synopsis
Dans la Norvège du XIXe siècle, la vie conjugale du banquier Torvald Helmer et de sa femme Nora. Jeune couple de la classe moyenne avec trois jeunes enfants, leur mariage apparemment respectable se révèle être exsangue.

## Fiche technique
- Titre : Maison de poupée
- Tire originale : A Doll's House
- Réalisation : Joseph Losey
- Scénario : David Mercer, d'après la pièce Une maison de poupée (Et dukkehjem) de Henrik Ibsen
- Production : Joseph Losey et Richard F. Dalton (coproducteur)
- Société de production : Les Films de la Boétie et World Film Services
- Musique : Michel Legrand
- Images : Gerry Fisher
- Montage : Reginald Beck
- Décors : Eileen Diss
- Costumes : John Furniss et Edith Head
- Pays :  France,  Royaume-Uni
- Langue : anglais
- Durée : 106 minutes
- Genre : drame
- Format : couleur (Eastmancolor) - Son : Mono
- Dates de sortie : 
  -  Suède : 24 août 1973
  -  États-Unis : 1er octobre 1973
- Affiche : René Ferracci (France)

## Distribution
- Jane Fonda (VF : Evelyn Selena) : Nora Helmer
- Edward Fox : Nils Krogstad
- Trevor Howard : Dr. Rank
- David Warner : Torvald Helmer
- Delphine Seyrig : Kristine Linde